# Most Krasnojarski
Most Krasnojarski – most kolejowy w Krasnojarsku, na Syberii, na linii Kolei Transsyberyjskiej, nad Jenisejem. Został zbudowany między 1893 i 1896, zaprojektowany przez Ławra Proskurjakowa, został nagrodzony Złotym Medalem na Wystawie Uniwersalnej w Paryżu (1900) przez specjalny komitet, pod przewodnictwem Gustave Eiffela.
Po zatwierdzeniu na wpis na listę Światowego Dziedzictwa w 2001, most został opisany przez ICOMOS jako "wczesny reprezentacyjny typowy paraboliczny wieloboczny kratownicowy most w Rosji", który stał się "obszarem testowym dla stosowania inżynierii teorii i rozwoju nowych, innowacyjnych rozwiązań, które ma wielu następców ".
Zabytkowy most, mimo protestów, został rozebrany w roku 2007. Na zdjęciu widoczne są dwa inne mosty jednotorowe wybudowane obok dawnego w latach 30. i 90. XX w.